# Монссон, Надя
Надя Монссон (нем. Nadja Månsson, девичья фамилия Надгорная (нем. Nadgornaja; укр. Надгірна); род. 22 сентября 1988, Киев) — немецкая гандболистка, левая защитница. Выступала за сборную Германии.

## Биография

### Семья
Родилась 22 сентября 1988 в Киеве. Отец, Юрий, по национальности украинец, работает адвокатом, мать, Зоя Эмильевна, — белоруска, по профессии медсестра. Родственники проживают на Украине и в Белоруссии. Есть бабушка, которая проживает в Минске, и брат Дмитрий (ранее пловец, ныне бизнесмен). С семьёй переехала в Германию в возрасте трёх лет.

### Карьера

#### В клубах
В гандбол пришла при помощи своего брата Дмитрия, обучалась в составе команды «Нойссер». В 2004 году она пришла в команду «Бломберг-Липпе», с которой в 2006 году вышла в Бундеслигу. С 1 июля 2008 защищала цвета команды «Трир», летом 2010 года перебралась в состав клуба «Тюрингер». В 2015 году перешла в дортмундскую «Боруссию», где играет сейчас под номером 33.

#### В сборной
В составе молодёжной сборной сыграла 20 игр, на чемпионате мира 2008 года в составе сборной Германии одержала победу и завоевала приз лучшего бомбардира и место в символической сборной. В основной сборной дебютировала 7 марта 2009 в матче против сборной Румынии. Сыграла 39 игр и забила 149 голов.

### Профессиональные достижения

#### В клубах
- Чемпионка Германии: 2011, 2012, 2013, 2014, 2015
- Победительница Кубка Германии: 2011, 2013
- Победительница Второй Бундеслиги: 2006

#### В сборной
- Чемпионка мира среди молодёжи 2008 года
- Лучший бомбардир чемпионата мира среди молодёжи 2008 года
- Игрок сборной звёзд чемпионата мира среди молодёжи 2008 года

### Личная жизнь
Владеет русским (как родным) и немецким языками (по-немецки говорит, однако, лучше, чем по-русски). Из кухни предпочитает пельмени, относясь скептически как к салу, так и к немецкой колбасе. Любимый футболист: Бастиан Швайнштайгер.

### Профили
- Профиль на сайте ЕГФ (англ.)
- Профиль на сайте Немецкого гандбольного союза (нем.)
- Профиль на сайте клуба «Боруссия» Дортмунд (нем.)
- Профиль на сайте клуба «Тюрингер» (нем.)

### Интервью
- Надя НАДГОРНАЯ: "Мне просто нравится, как Швайнштайгер улыбается"  (рус.)
- Nadja Nadgornaja: "Jede muss etwas in den großen Topf werfen"  (нем.)